# Forum Julii
Forum Julii est le nom latin d'une cité gallo-romaine qui est devenue Fréjus (Var).

## Situation géographique
Le site de Fréjus présentait de nombreux avantages. La vaste butte Saint-Antoine protégeait naturellement des inondations du Reyran et des attaques, l'eau était facilement accessible, la mer Méditerranée à proximité et le nœud de voies de communication formée par la Via Julia Augusta de l'Italie au Rhône, la Via Domitia qui descendait de Segustero et la route des Maures en faisait un carrefour important. De plus, si les phocéens étaient présents à Agathon et Athénopolis, ils n'occupaient pas la vallée de l'Argens. S'il ne reste que peu de traces d'une cité à cette époque, on sait toutefois que le poète Cornelius Gallus y naquit en 67 av. J.-C.

## Histoire
Voulue par Jules César[réf. nécessaire] pour supplanter Massalia, la date exacte de la fondation de Forum Julii (forum de Jules) est incertaine. La ville existait au moins en 43 av. J.-C. puisqu'elle apparaît dans la correspondance entre Plancus et Cicéron et la date de 49 av. J.-C. reste la plus probable. Simple ville romaine, c'est tout de même à Forum Julii qu'Octave rapatria les galères prises à Marc Antoine lors de la bataille d'Actium en 31 av. J.-C. Entre 29 et 27 av. J.-C., Forum Julii devint colonie sous le nom de Colonia Octavanorum et reçut dès lors les vétérans de la VIIIe légion. Elle se transforma alors en un marché important d'écoulement d'une production artisanale et agricole.
Sous le règne d'Auguste, la ville devint alors Forum Iulii Octavanorum colonia, quae Pacensis appellatur et Classica chef-lieu de la nouvelle province proconsulaire de Gaule narbonnaise en 22 av. J.-C. À partir de cette époque, la ville commença son développement. Son port était la seule base navale de la flotte militaire romaine de Gaule et le second après celui d'Ostie. Plus tard, sous le règne de Tibère, furent construits tous les grands équipements dont subsistent aujourd'hui les vestiges, l'amphithéâtre, l'aqueduc, le phare, les thermes, le théâtre.
Le territoire de la cité, la civitas forojuliensis, s'étendait alors de Cabasse à l'ouest, à Fayence et Mons au nord d'où partait l'aqueduc, jusqu'à la Siagne à l'est qui la séparait d'Antipolis. Elle disposait d'une curie et accueillait six mille habitants. L'agriculture était développée avec des villæ rusticæ à Villepey ou Saint-Raphaël, des exploitations minières de grès vert et porphyre bleu et la pêche en viviers assuraient une économie florissante à la colonie.
En l'an 40, Cnaeus Julius Agricola naquit à Forum Julii. Il acheva la conquête de l'île de Bretagne. Beau-père de l'historien Tacite, le récit de sa vie, un des chefs-d'œuvre de la littérature latine, permit d'y évoquer brièvement au début Forum Julii comme une « ancienne et illustre colonie ». La ville a aussi été citée plusieurs fois dans les écrits de Strabon et Pline l'Ancien.

## Monuments antiques

### L'aqueduc de Mons
L'aqueduc de Mons à Fréjus est un aqueduc romain qui alimentait la ville de Fréjus depuis Mons et Montauroux. L'aqueduc est classé Monument historique (France).

### L'amphithéâtre
L'amphithéâtre de Fréjus (ou arènes de Fréjus) fut construit au Ier siècle, et mesurait 113 mètres de long pour 85 mètres de large. Il pouvait contenir entre 10 000 et 12 000 spectateurs,  et se trouvait à l'extérieur ouest de la ville antique.

### Le port
Du fait de l'avancée du littoral de près de 1 300 m, ce port se trouve maintenant à l'intérieur des terres. La route connue sous le nom de « chemin de la lanterne d'Auguste » en constituait au Ier siècle le quai sud, d'une largeur de 4 m et d'une longueur de quelque 560 m. Au bout du quai se trouve la « lanterne », une tour haute de 10 m et couronnée d'une pyramide. Plutôt qu'un phare, comme son nom pourrait le laisser penser, il s'agissait d'un amer servant de repère aux navigateurs,.